# Spilogale gracilis
Lo skunk macchiato occidentale (Spilogale gracilis Merriam, 1790) è un mammifero carnivoro originario delle regioni occidentali dell'America settentrionale.

## Descrizione

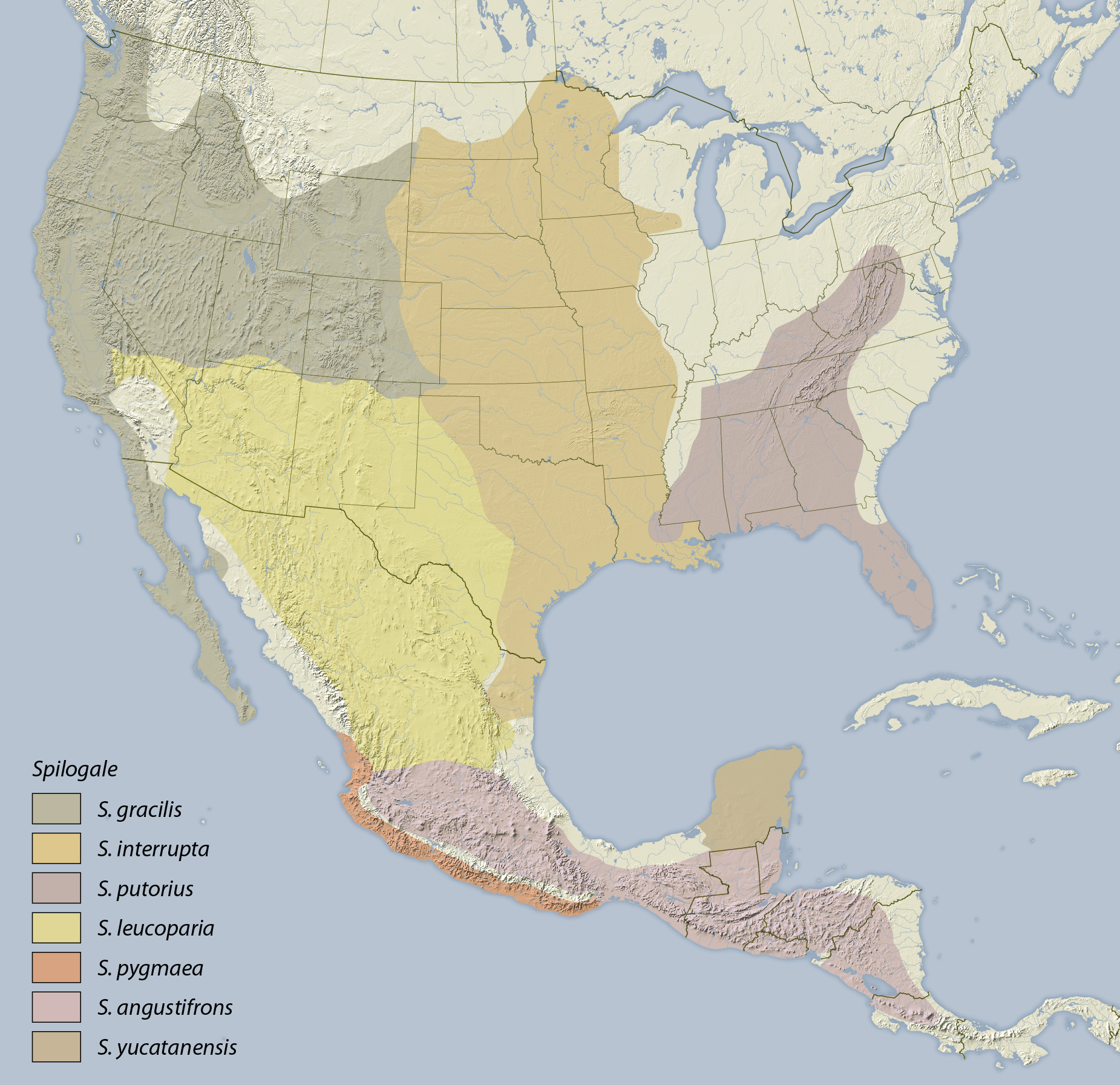
L'areale dello skunk macchiato occidentale (in grigio) va dagli Stati Uniti nord-occidentale alla penisola messicana della Bassa California.

Nella struttura del corpo ricorda lo skunk macchiato orientale (Spilogale putorius), ma generalmente è più snello. La pelliccia presenta una colorazione screziata bianca e nera, con macchie bianche sul muso, macchie e strisce bianche sul dorso e ventre quasi completamente bianco. La coda, nera, termina con un ciuffo bianco. Gli artigli delle zampe anteriori sono significativamente più lunghi di quelli delle zampe posteriori. Con una lunghezza media della testa e del tronco di 42 cm e un peso di circa 570 g, i maschi sono più grandi delle femmine, che sono lunghe circa 36 cm e pesano 370 g. Entrambi i sessi hanno una coda lunga circa 13 cm.

## Distribuzione e habitat
L'areale dello skunk macchiato occidentale si estende dall'angolo sud-occidentale del Canada, attraverso il Wyoming, fino a Colorado, Utah, Nevada e Bassa California. La specie preferisce le zone rocciose con qualche cespuglio. È presente anche nelle foreste aperte, nelle praterie e nelle aree coltivate.

## Biologia
Come le altre moffette, questa specie è attiva principalmente di notte. Generalmente ogni individuo, al di fuori della stagione degli amori, conduce un'esistenza solitaria, ma in inverno le femmine possono formare gruppi più piccoli che riposano nella stessa tana. Questo riposo, però, non è un vero letargo. Come le altre moffette, quando un individuo si sente minacciato spruzza un liquido maleodorante contro l'aggressore.
La dieta è composta da piccoli mammiferi, uccelli e loro uova, insetti e scorpioni, nonché da sostanze di origine vegetale come i frutti.
Le femmine sono pronte per accoppiarsi a partire da settembre, periodo in cui iniziano ad andare alla ricerca di un partner. L'ovulo fecondato cresce solo fino allo stadio di blastula, per impiantarsi nella parete dell'utero solo dopo 180-200 giorni e terminare così lo sviluppo. Complessivamente la gravidanza dura da 210 a 230 giorni, trascorsi i quali, nella tarda primavera, nascono da due a cinque piccoli. Nei loro primi spostamenti, i piccoli spesso seguono la madre in fila indiana. Le femmine raggiungono la maturità sessuale all'età di circa quattro-cinque mesi.

## Tassonomia
La specie fu descritta per la prima volta da Clinton Hart Merriam nel 1890. L'epiteto specifico gracilis deriva dal latino e significa «snello». Inizialmente la comunità scientifica pensava che Spilogale gracilis fosse solo una popolazione occidentale dello skunk macchiato orientale, ma il ritardo nello sviluppo dell'embrione ne stabilì lo status di specie a sé.
I testi di riferimento Mammal Species of the World e Handbook of the Mammals of the World distinguono sette sottospecie:
- S. g. amphiala (=amphialus) Dickey, 1929;
- S. g. gracilis Merriam, 1890;
- S. g. latifrons Merriam, 1890;
- S. g. leucoparia Merriam, 1890;
- S. g. lucasana Merriam, 1890;
- S. g. martirensis Elliot, 1903;
- S. g. phenax Merriam, 1890.

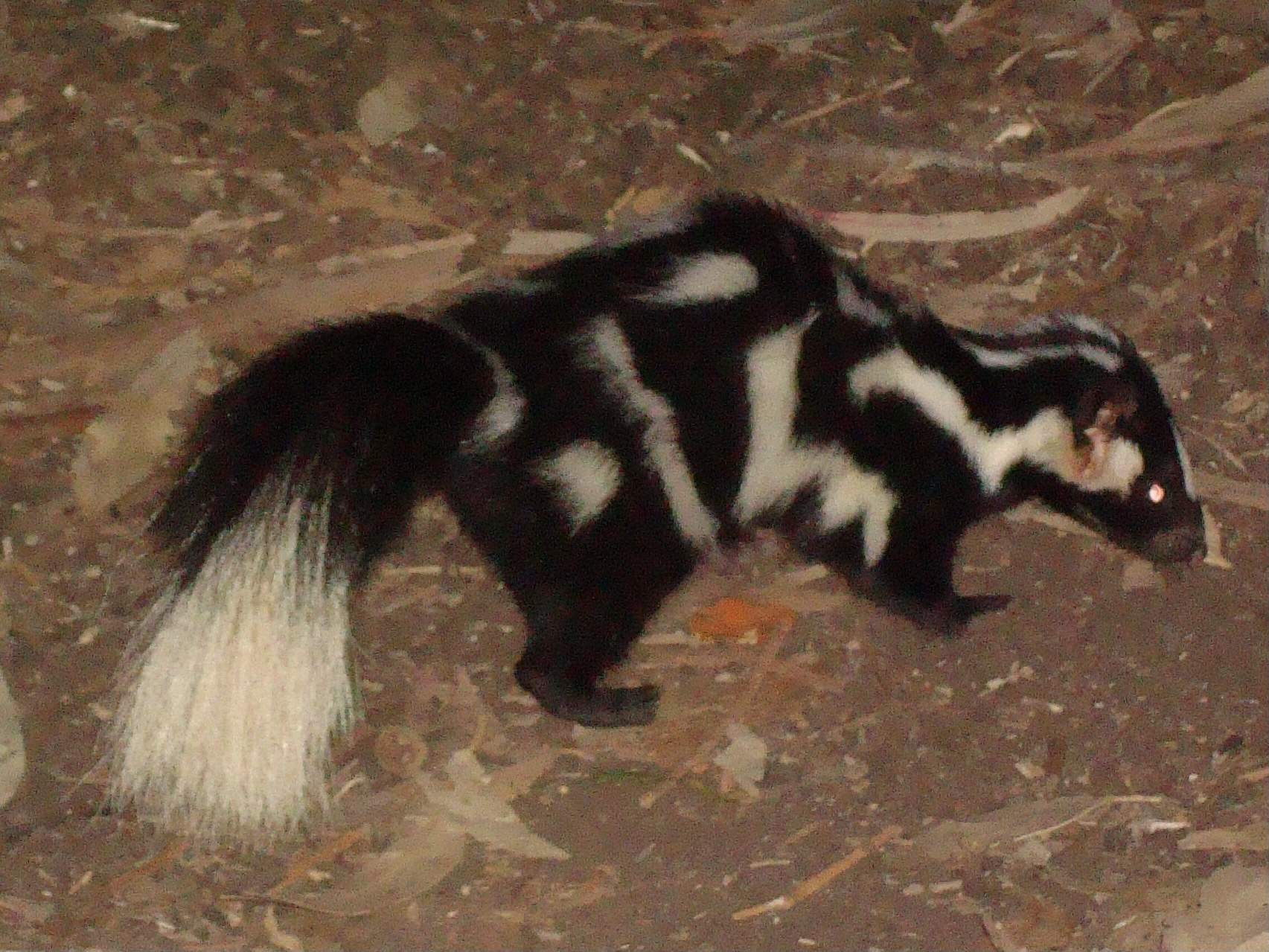
Spilogale gracilis amphiala.

Uno studio filogenetico sugli skunk macchiati pubblicato a metà del 2021 riconosce la validità di sole quattro sottospecie:
- S. g. gracilis Merriam, 1890;
- S. g. amphialus Dickey, 1929, delle Isole del Canale della California;
- S. g. lucasana Merriam, 1890, della Bassa California del Sud;
- S. g. martirensis Elliot, 1903, della Bassa California.

Una quinta sottospecie è stata classificata come specie separata con il nome Spilogale leucoparia, in quanto è stato scoperto che si tratta di una sister species dello skunk macchiato meridionale (Spilogale angustifrons).
Il gruppo degli skunk macchiati rappresenta un sister group del genere delle moffette striate (Mephitis), anch'esse diffuse nell'America settentrionale e centrale. Sister group di entrambi è il genere degli skunk dal naso di porco (Conepatus), concentrati per lo più nell'America meridionale. Lo skunk macchiato pigmeo è stato identificato come sister species basale di tutte le altre specie di skunk macchiato, dalle quali si separò circa 5 milioni di anni fa. Le specie restanti possono essere assegnate a due cladi, uno orientale e uno occidentale, che si separarono l'uno dall'altro 1,5 milioni di anni fa. Queste due linee evolutive si diversificarono tra 660000 e 350000 anni fa in connessione con i cicli dell'era glaciale. Il clade orientale comprende lo skunk macchiato orientale, Spilogale interrupta e S. yucatanensis, mentre il clade occidentale comprende lo skunk macchiato occidentale, lo skunk macchiato meridionale, S. leucoparia e lo skunk macchiato del Sonora (clade del Sonora).

## Conservazione
Dato l'areale relativamente ampio e la capacità di vivere in habitat diversi, compresi quelli antropici, lo skunk macchiato occidentale viene elencato come «specie a rischio minimo» (Least Concern) dall'Unione internazionale per la conservazione della natura (IUCN). Sebbene il numero di esemplari stia diminuendo in alcune parti degli Stati Uniti, si ritiene che la specie non sia in pericolo.
La specie è minacciata principalmente dalle attività antropiche, in particolare dalle collisioni con i veicoli. Inoltre, gli skunk vengono cacciati attivamente, sia con trappole ed esche avvelenate che con armi da fuoco, e anche i pesticidi usati contro altri animali possono avere un effetto sulla popolazione. Lo skunk macchiato occidentale, insieme allo skunk macchiato orientale, è il principale fornitore di pelliccia di moffetta.